# Rinze Hempenius
Rinze Frederik Hendrik Hempenius (Batavia, 25 februari 1918 – Epe, 12 januari 1982)  is een voormalig Nederlands CHU-politicus.

## Loopbaan
Hempenius, van Friese afkomst, werd geboren in Nederlands-Indië. Als dertienjarige ging hij voor zijn opleiding naar Nederland. Hij studeerde rechten in Leiden. Na zijn studie was hij volontair bij de gemeentesecretarie van Rijswijk, secretaris van een bezwarencommissie rond de onteigeningsvergoedingen buiten Rotterdam en hoofd van de afdeling onteigening en toewijzing van het prijzenbureau van de Directie Wederopbouw en Volkshuisvesting in Zuid-Holland. Hij werd later hoofdcommies van de provinciale griffie in Zuid-Holland. 
Hij werd in 1959 geïnstalleerd als burgemeester van Franekeradeel. Om ontslag vanwege de gemeentelijke herindeling in Friesland voor te zijn, zocht hij naar een nieuwe gemeente buiten de provincie. In 1971 werd hij benoemd tot burgemeester van Pijnacker. Hij maakte in 1981 gebruik van de VUT-regeling en verhuisde naar Epe. Hij overleed het jaar erop op 63-jarige leeftijd. Hij was ridder in de Orde van Oranje-Nassau.